# Biondo (rapper)
Biondo, pseudonimo di Simone Baldasseroni (Roma, 19 dicembre 1998), è un rapper, modello e attore italiano.

## Biografia
Ad inizio 2015 pubblica il singolo di debutto intitolato Quattro mura, che ottiene un buon resoconto di visualizzazioni sulle piattaforme dei social network. L'anno seguente a febbraio pubblica l'EP Quattro Mura EP.
Dal novembre del 2017 al maggio 2018 prende parte alla diciassettesima edizione della trasmissione televisiva Amici di Maria De Filippi, venendo eliminato nella fase finale.
Il 1º giugno 2018 pubblica per l'etichetta Sony Music/Columbia il suo primo disco intitolato Dejavu, debuttando in seconda posizione nella Classifica FIMI Album e successivamente certificato come disco d'oro, e dal quale viene estratto il singolo Roof Garden. Tra l'estate e la fine del 2018 intraprende una serie di concerti a livello nazionale.
Il 2 novembre 2018 sempre per l'etichetta Sony Music pubblica il disco chiamato Ego. Nello stesso mese partecipa alla trasmissione Gulp Music, in onda su Rai Gulp.
A febbraio 2019 si esibisce insieme a Sergio Sylvestre e Einar al Festival di Sanremo in onda su Rai 1. L'11 Maggio si esibisce insieme a Riki e Irama al PalaYamamay di Busto Arsizio.
Il 26 aprile 2019 collabora al singolo Avec moi, realizzato insieme a Emma Muscat. Il 5 luglio pubblica il singolo Japan1ce e lo stesso mese partecipa al Wind Summer Festival insieme a Gué Pequeno. Il 19 dicembre pubblica il singolo chiamato Tira. Il 19 giugno dell'anno seguente pubblica il singolo Bali e Dubai. Nello stesso mese esordisce come attore nel film È per il tuo bene.
Nel 2021 compare nella serie televisiva Che Dio ci aiuti nella sesta puntata della sesta stagione.
Il 30 marzo 2021 pubblica il suo primo libro autobiografico edito da Mondadori Electa Non solo EGO.
Il 9 luglio 2021, dopo aver annunciato nei giorni precedenti la separazione dalla sua etichetta Sony Music, pubblica per l'etichetta ADA Music il singolo Garçon con il suo amico e collega Shade.
Il 1º ottobre 2021 pubblica il singolo Non 6ento nada insieme all'artista hip-hop dominicano Paris Boy.
L'8 aprile 2022 pubblica il singolo Tutto sbagliato e successivamente il 22 aprile dello stesso anno pubblica il suo terzo disco intitolato 3:33.
Il 6 settembre 2023, dopo aver pubblicato diversi singoli indipendentemente su SoundCloud, annuncia via Instagram il suo quarto album, Cattive abitudini, in uscita l'8 settembre successivo.
Nel 2024 recita nel film Fabbricante di lacrime, basato sull'omonimo libro di Erin Doom, in cui interpreta Rigel nel suo primo vero ruolo da protagonista come attore.
Biondo ha collaborato con diversi marchi durante la sua carriera, tra cui Bershka, Hugo Boss, Bulgari, Damiani, Hogan, Paco Rabanne, Pull & Bear, Ray Ban, Samsung, Superga, Swarovski, Tod's, Tommy Hilfiger e Valentino.

## Discografia

### Album in studio
- 2018 – Dejavu
- 2018 – Ego
- 2022 – 3:33
- 2023 – Cattive abitudini

### Singoli
- 2015 – Quattro mura
- 2016 – Come un film
- 2016 – Ricordati di amare
- 2017 – Modalità aereo
- 2017 – Dejavu
- 2017 – La mia ex chiama
- 2018 – Roof Garden
- 2018 – Strip club
- 2018 – Vodka
- 2018 – Tokio Hotel
- 2019 – Hey Shawty
- 2019 – Japan1ce
- 2019 – Tira
- 2020 – Bali e Dubai
- 2021 – Garçon (feat. Shade)
- 2021 – Non 6ento nada (feat. Paris Boy)
- 2022 – Tutto sbagliato
- 2022 – Mi manca la vecchia te
- 2023 – vedo un mostro o vedo me
- 2023 – Vorrei Dirti (parigi) (feat. Anto Paga)

### Collaborazioni
- 2019 –  L'amore con parole nuove (feat. Einar)
- 2019 – Avec moi (feat. Emma Muscat)
- 2019 – Vlone (feat. Gallagher)
- 2020 – Offline (feat. Dandy Turner)
- 2020 – Vuoto (feat. Liner)
- 2020 – Coco (feat. AKA 7even)
- 2021 – Io e te (feat. Lorenzo Ciaffi)
- 2021 – Inchiostro nero (feat. Nero)
- 2021 – Alcol e Verità (feat. Raph TheGun, Sac1 ed Evial)
- 2021 – Paracadute (feat. Marina Erroi)
- 2022 – Montagne (feat. Delfo)
- 2022 – Quelli di sempre (feat. Liner)
- 2023 – ROMANTICA E BUGIARDA (feat. Astol)

## Filmografia

### Cinema
- Siamo solo piatti spaiati, regia di Mattia Riccio (2019)
- È per il tuo bene, regia di Rolando Ravello (2020)
- L'amor fuggente, regia di Davide Lomma (2022)
- 50 km all'ora, regia di Fabio De Luigi (2024)
- Fabbricante di lacrime, regia di Alessandro Genovesi (2024)

### Televisione
- Che Dio ci aiuti regia di Francesco Vicario, episodio 6×06 (2021)
- Crazy for Football - Matti per il calcio, regia di Volfango De Biasi – film TV (2021)
- Vivere non è un gioco da ragazzi, regia di Rolando Ravello - serie TV, 4 episodi (2023)

### Video musicali
- Understatement Pt. 1 di Andrea Damante (2021)